# Puma (microarchitecture)
 (septembre 2024).
La mise en forme du texte ne suit pas les recommandations de Wikipédia : il faut le « wikifier ».
Les points d'amélioration suivants sont les cas les plus fréquents. Le détail des points à revoir est peut-être précisé sur la page de discussion.
- Les titres sont pré-formatés par le logiciel. Ils ne sont ni en capitales, ni en gras.
- Le texte ne doit pas être écrit en capitales (les noms de famille non plus), ni en gras, ni en italique, ni en « petit »…
- Le gras n'est utilisé que pour surligner le titre de l'article dans l'introduction, une seule fois.
- L'italique est rarement utilisé : mots en langue étrangère, titres d'œuvres, noms de bateaux, etc.
- Les citations ne sont pas en italique mais en corps de texte normal. Elles sont entourées par des guillemets français : « et ».
- Les listes à puces sont à éviter, des paragraphes rédigés étant largement préférés. Les tableaux sont à réserver à la présentation de données structurées (résultats, etc.).
- Les appels de note de bas de page (petits chiffres en exposant, introduits par l'outil «  Source ») sont à placer entre la fin de phrase et le point final[comme ça].
- Les liens internes (vers d'autres articles de Wikipédia) sont à choisir avec parcimonie. Créez des liens vers des articles approfondissant le sujet. Les termes génériques sans rapport avec le sujet sont à éviter, ainsi que les répétitions de liens vers un même terme.
- Les liens externes sont à placer uniquement dans une section « Liens externes », à la fin de l'article. Ces liens sont à choisir avec parcimonie suivant les règles définies. Si un lien sert de source à l'article, son insertion dans le texte est à faire par les notes de bas de page.
- La présentation des références doit suivre les conventions bibliographiques. Il est recommandé d'utiliser les modèles {{Ouvrage}}, {{Chapitre}}, {{Article}}, {{Lien web}} et/ou {{Bibliographie}}. Le mode d'édition visuel peut mettre en forme automatiquement les références.
- Insérer une infobox (cadre d'informations à droite) n'est pas obligatoire pour parachever la mise en page.

Pour une aide détaillée, merci de consulter Aide:Wikification.
Si vous pensez que ces points ont été résolus, vous pouvez retirer ce bandeau et améliorer la mise en forme d'un autre article.
Jaguar - Family 16h
Puma ou famille 16h est une microarchitecture basse consommation d’AMD pour ses APU. Il succède à Jaguar en tant que version de deuxième génération, cible le même marché et appartient à la même famille d’architecture AMD 16h. La gamme de processeurs Beema est destinée aux ordinateurs portables à faible consommation, et Mullins cible le secteur des tablettes.

## Conception
Les cœurs Puma utilisent la même microarchitecture que Jaguar et héritent de sa conception :
- Exécution dans le désordre et exécution spéculative, jusqu’à 4 cœurs de processeur
- Exécution bidirectionnelle d’entiers
- Exécution bidirectionnelle de nombres en virgule flottante 128 bits et de nombres entiers compressés
- Diviseur hardware d’entiers
- Puma ne dispose pas du clustered multi-thread (CMT, multithread en cluster), ce qui signifie qu’il n’y a pas de « modules »
- Puma ne dispose pas de l'architecture système hétérogène (en) (HSA) ou de la copie zéro (en)[1]
- Cache L1 : 32 Kio d’instructions + 32 Kio de données par cœur
- Cache L2 unifié de 1 à 2 Mio partagé par deux ou quatre cœurs
- Contrôleur mémoire monocanal intégré prenant en charge la mémoire DDR3L 64 bits
- Surface par coeur de 3,1 mm2

### Jeux d'instructions supportés
Comme Jaguar, le coeur Puma supporte les jeux d'instructions suivants : MMX, SSE, SSE2, SSE3, SSSE3, SSE4a, SSE4.1, SSE4.2, AVX, F16C (en), CLMUL, AES, BMI1, MOVBE (Move Big-Endian), XSAVE/XSAVEOPT, ABM (POPCNT/LZCNT) et AMD-V.

### Améliorations par rapport àJaguar
- Réduction de 19 % des fuites du cœur du processeur à 1,2 V[3]
- Réduction de 38 % des fuites du GPU
- Réduction de 500 mW de la puissance du contrôleur de mémoire
- Réduction de 200 mW de la puissance de l’interface d’affichage
- Turbo boost sensible à la température du châssis[4]
- Boost sélectif en fonction des besoins de l’application (intelligent boost)
- Prise en charge d’ARM TrustZone via le processeur Cortex-A5 intégré
- Prise en charge de la mémoire DDR3L-1866[5]

## Puma+
AMD a publié une révision de la microarchitecture Puma, Puma+, mettant à jour le décodeur vidéo UVD (en) de 4.2 à 6.0 et l’encodeur vidéo VCE (en) de 2.0 à 3.1.